# Parque Murillo (Metro de Lima y Callao)
Parque Murillo es la undécima estación, actualmente en construcción, de la línea 2 del Metro de Lima y Callao en Perú. Será construida de manera subterránea en el distrito de Breña. Se tiene previsto su inauguración general en 2028.
En septiembre de 2024, se informó que las obras civiles de la estación tiene un avance de 93%.
El 16 de diciembre de 2024, la tuneladora Delia llegó a la estación Murillo, luego iniciará con la perforación de la Etapa 2 con las siguientes estaciones.
Estará ubicada en la avenida Arica frente al Parque Murillo.